# Maximilian Osinski
Maximilian Osinski (Eisenstadt, 1 april 1984) is een in Oostenrijk geboren Amerikaanse acteur. Hij speelde in diverse films en series, waaronder A Working Man, Agents of S.H.I.E.L.D. en The Walking Dead: World Beyond.
Osinski is sinds januari 2015 getrouwd met actrice Dichen Lachman, met wie hij in mei 2015 zijn eerste kind kreeg; een dochter.

## Filmografie

### Film
- 2007: Running Funny, als Michael
- 2008: The Express: The Ernie Davis Story, Gerhard Schwedes
- 2010: Love & Other Drugs, als Ned
- 2011: Perfect, als student
- 2011: In Time, als Louis
- 2012: People Like Us, al telemarketeer
- 2012: K-11, als arresterende officier
- 2013: Michael Comes Home, als Jon
- 2013: Extraction, als Lev
- 2015: Brentwood Strangler, als Richard Chase
- 2020: Greyhound, als Eagle
- 2021: Blackout, als Jim Crowley
- 2025: A Working Man, als Dimi Kolisnyk

### Televisie
- 2009: Taking Chance, als Sgt. Neuman
- 2009: Army Wives, als Airman Pruitt
- 2010: Three Rivers, als Tommy Frisk
- 2013-2020: Agents of S.H.I.E.L.D., als agent Davis
- 2014-2016: The Last Ship, als Derek Evans
- 2015: Hollywood Hitmen, als Max
- 2016-2018: The Nine Live of Claw, als Claw (stemrol)
- 2018: Shameless, als Len Martini
- 2019: New Amsterdam, als Angelo Russetti
- 2020: MacGyver, als Anton
- 2021: The Walking Dead: World Beyond, als Dennis Graham
- 2023: Ted Lasso, als Zava

### Videoclip
- 2021: People Please, van Chelsea DiBlasi